# Herdweg 74 (Darmstadt)
Die Villa im Herdweg 74 ist ein Bauwerk in Darmstadt.

## Geschichte und Beschreibung
Die zweigeschossige Villa wurde im Jahre 1893 im späthistoristischen Stil erbaut.
Typische Details sind:
- symmetrisch gegliederte Hauptfassade mit drei Fensterachsen
- üppiges plastisches Dekor
- Fugenschnitt
- Eckquaderung
- Betonung der Mittelachse durch einen flachen Risalit mit Balkon-Erker und bekrönendem Dreiecksgiebel
- klassizistisch wirkendes, ausladendes Kranzgesims
- zurücktretendes, flaches Walmdach
- im Original erhalten sind Details wie die Haustür und die Veranden auf der Rückseite
- schmiedeeiserne Einfriedung
- Mosaik-Pflaster

## Denkmalschutz
Die Villa ist ein typisches Beispiel für den historisierenden Baustil im ausgehenden 19. Jahrhundert in Darmstadt.
Aus architektonischen und stadtgeschichtlichen Gründen ist das Gebäude ein Kulturdenkmal.